# Nazi-maruttash
Nazi-maruttash (Nazi-maruttaš) was 1307-1282 v.Chr. koning van Karduniaš, het Kassitische rijk dat over Babylonië heerste. Hij was de zoon en opvolger van Kurigalzu II

In zijn tijd hadden de Kassieten het Zeeland geheel onder controle. Er is een tekst uit het 16e jaar van Nazi-maruttaš gevonden in Tell Kibasi, een kleine 30 km ten westen van Basra die laat zien dat de streek een belangrijke leverancier van rundvee was, naast de dadels en het graan die er ook vandaan kwamen. Op andere fronten was de situatie minder vreedzaam. Hij kwam in conflict met de Assyrische koning Adad-nirari I en moest erkennen dat de Diyala voortaan de grensrivier zou zijn. Zelf ging hij in de aanval tegen Elam. Er is verdrag dat de uitwisseling van krijgsgevangenen regelde. Aan het eind van zijn bewind was Assyrië duidelijk de dominante macht in Mesopotamië geworden.
Er zijn in Nippur verscheidene kleitabletten uit zijn tijd gevonden, meest met een administratieve inhoud. In zijn vijfde jaar bijvoorbeeld: 47 schapen, 28 grote ooien, zeven rammen, zeven lammeren enzovoorts Er is van hem een votiefbijl bekend van namaaklapislazuli  (glas, onder toevoeging van kobalt blauw gekleurd) en met een vroom gebed erop. Aan welke godheid het voorwerp gericht is, is door een beschadiging niet bekend. Het gebed luidt:

..[Aan de god xxx] vraagt Nazi-Maruttaš om zijn gebed te verhoren; gunstig gehoor te geven aan zijn afsmekingen; zijn zuchten te aanvaarden, zijn leven te beschermen, zijn dagen te verlengen [Daartoe biedt hij deze bijl aan]

Er is in Susa een kudurri (grenspaal) van hem gevonden. De inscriptie vertoont onder andere de godin Aruru, bekend uit het Gilgamesj-epos waar zij de mens schiep uit een klomp klei. De godin wordt symbolisch afgebeeld als een vogel gezeten op een staaf.
In het akītu-huis van Uruk is er een reliëf in kalksteen van de koning gevonden. De Sumerische tekst zegt dat Nazi-maruttaš deze stèle opgedragen had aan de godin Inanna.
Er is een speciale hemerologie voor hem geschreven die zich in aanzienlijke populariteit mocht verheugen. Er zijn een vijftal kopieën van teruggevonden.

## Tijdgenoten
- Egypte: Ramses II[7]
- Assyrië: Adad-nirari I[7]